# Hanns F. Hügel
Hanns F. Hügel (* 1951; † 2017) war ein österreichischer Jurist, der insbesondere auf den Gebieten Gesellschaftsrecht, Steuerrecht, Umgründungen und M&A-Transaktionen tätig ist.

## Leben
Hügel studierte von 1970 bis 1974 Rechtswissenschaften an der Universität Wien und promovierte 1975 zum Doktor juris. Zwischen 1975 und 1979 war er als Rechtsanwaltsanwärter tätig und assistierte Gerhard Frotz am Institut für Handels- und Wertpapierrecht der Universität Wien von 1974 bis 1983. Im Jahr 1979 wurde er in die Liste der Rechtsanwälte eingetragen und gründete die Sozietät „Hügel & Partner“.
1991 erhielt er die Lehrbefugnis für das Fach Handelsrecht, Wertpapierrecht einschließlich Immaterialgüterrecht und habilitierte sich. 1997 wurde er zum außerordentlichen Universitätsprofessor ernannt.

## Mitgliedschaften
Er war Mitglied in der International Bar Association und aktiv im Fachsenat Steuerrecht der Kammer der Wirtschaftstreuhänder.

## Werke
- Nationale und grenzüberschreitende Verschmelzungen im Steuerrecht – Kommentierung des Art I UmgrStG, 2009 ISBN 978-3-7073-1575-2
- Die Europäische Aktiengesellschaft – SE-Kommentar, 2004, gemeinsam mit Susanne Kalss et al. ISBN 3-7073-0643-7
- Kommentar zum UmgrStG", 1999, gemeinsam mit Johann Mühlehner und Klaus Hirschler ISBN 3-7007-1458-0
- Umgründungsbilanzen, Handelsrecht und Steuerrecht", 1997 ISBN 978-3-7007-1043-1
- Verschmelzung und Einbringung", 1993 (Habilitationsschrift)
- Kommentar zum Gebührengesetz, gemeinsam mit Gerhard Frotz und Josef Popp